# 岩石自养生物
岩石自养生物（lithoautotroph）是一种从来源于矿物或无机质的还原化合物反应中获取能量的生物。无机自养生物按其能量来源的不同分为两种类型：从阳光中获取能量的光合自养生物(photolithoautotrophs)和从化学反应中攫取能量的化能自养生物(chemolithoautotrophs)。化能自养生物全都是微生物，而光合自养生物包括大型植物区系(macroflora)如植物，它们不具备将还原化合物的矿物资源转化为能量的能力。大多数化能自养生物属于细菌域，而一些为古菌域。岩石自养细菌在能量释放反应中只能使用无机分子作为基质。术语“无机营养型”(Lithotrop)来自希腊语“lithos”(λίθος)意为“岩石”，而“trōphos”(τροφοσ)意为“消耗者”；从字面上看，它可被解读为“食石者”，名称中的“无机营养型”(lithotroph)字段指的是这些生物体使用无机元素/化合物作为电子源，而“自养”(autotroph)字段指的是它们的碳源是二氧化碳(CO2)许多岩石自养生物都为嗜极微生物，但并非普遍如此，有些可能是酸性矿山废水所导致。

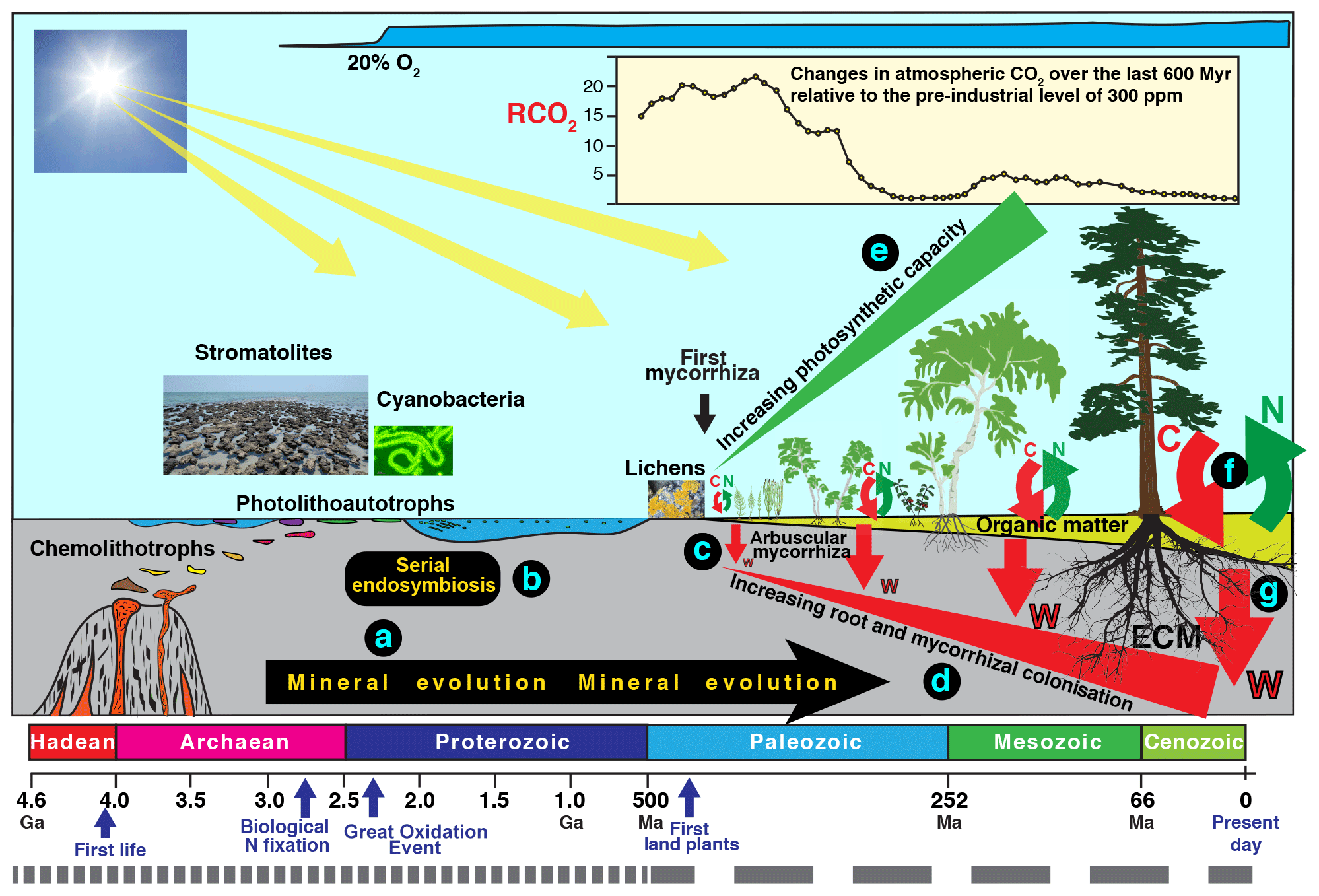
参与地壳生物风化的不同类型生物及其演化的时间跨度。

岩石自养生物在其还原化合物来源方面极为特殊，因此，尽管岩石自养生物作为一类群体在使用无机化合物方面呈现出多样性，但一种特定的岩石自养生物只会利用一种类型的无机分子来获取能量。一则化学能自养的示例是浮霉菌门厌氧氨氧化菌(ANAMMOX)，它使用亚硝酸根将氨离子氧化为氮气(N2)。此外，在2020年7月，研究人员报告了在进行无关实验后发现的以金属锰为食的化能自养菌培养物，并将该菌种命名为“候选者锰营养型结节状菌”(Candidatus Manganitrophus noduliformans)和“拉姆利氏岩石自养杆菌”(Ramlibacter lithotrophicus)。

## 新陈代谢
一些化能无机自养生物使用氧化还原半反应进行新陈代谢，还原电位较低，这意味着与使用有机营养途径的生物体相比，它们不会获得很多能量，这导致一些化能无机营养因子，如“亚硝基单胞菌”，无法直接降低烟酰胺腺嘌呤二核苷酸，即“辅酶Ⅰ”(NAD+)。因此，这些生物体依靠反向电子传递来减少辅酶Ⅰ，形成还原型烟酰胺腺嘌呤二核苷酸(NADH)和氢离子(H)。 

## 地质作用
岩石自养生物参与了许多地质作用过程，例如母质(岩床)风化形成土壤，以及硫、钾和其他元素的生物地质化学循环。未发现的微生物自养菌株的存在是基于其中的一些循环理论，因为需要它们来解释铁还原环境中的铵转化等现象。岩石自养生物可能存在于地下深层(被发现于地球地表下3千米以下处)、土壤和岩内生物群落中。由于它们承担释放许多关键养分的作用，并参与土壤形成。因此，岩石自养生物对维持地球生命至关重要，例如，氮循环就受到硝化螺菌属氨氧化古菌、厌氧氨氧化菌和完全氨氧化菌(COMAMMOX)活性的影响。
一些如铵(NH4+)、硫化氢(H2S)及温室气体甲烷(CH4)等环境危害物，可以被化能自养生物转化为对环境影响较轻的氮气(N2)、硫酸盐(SO42-)和二氧化碳(CO2)，虽然长期来人们认为此类生物体需要氧气来进行这种转化，但最近的研究资料表明，这些系统也存在厌氧氧化.。

## 酸性矿山废水
岩石自养微生物群是造成酸性矿井废水现象的原因，即存在于尾矿堆和裸露岩石表面的黄铁矿被高能的氧气代谢，产生出亚硫酸盐，当亚硫酸盐溶于水中并暴露在空气氧气中时，就会形成潜在的腐蚀性硫酸 。酸性矿井废水会极大地改变溪流和地下水的酸度和化学性质，并会危及动植物种群。在冰川岩床、土壤里和岩屑堆以及地下深处等自然环境中，也发现了类似酸性矿山废水的活动，但规模则小得多。

## 另请查看
- 硫循环 - 硫在地球上传播的途径。
- 氧化还原反应 - 控制地球上大部分能量代谢和其他化学作用的反应。